# Outstanding (chanson)
Pour les articles homonymes, voir Outstanding.
Singles de The Gap Band
You Dropped a Bomb on Me
(1982) Party Train
(1983)
Outstanding est une chanson du Gap Band écrite par Raymond Calhoun. La chanson est initialement apparue sur l'album Gap Band IV (1982), qui est certifié disque de platine en 1982, avant de faire l'objet de nombreuses reprises.
C'est l'une des chansons emblématiques et l'un des plus grands succès du groupe, qui a atteint la première place du Hot Black Singles aux États-Unis en février 1983. Outstanding atteint la 51e place du Billboard Hot 100.

## Classements
| Classement (1982)              | Meilleure position |
| ------------------------------ | ------------------ |
| UK Singles Chart               | 68                 |
| US Billboard Hot 100           | 51                 |
| US Billboard Hot Black Singles | 1                  |

## Reprises
La chanson est reprise par le chanteur britannique Kenny Thomas en 1990. En 1999, le footballeur Andy Cole signe un contrat avec WEA/Warner Music et publie sa version de Outstanding avec des couplets de rap. Sa version atteint la 68e place du UK Singles Chart.
La chanson est également échantillonnée par de nombreux artistes.